# 오구라 미유키
오구라 미유키(일본어: 小倉 みゆき おぐら みゆき[*], 1901년 (메이지 34년) 2월 20일 - 1982년 (쇼와 57년))는 전 다카라즈카 소녀 가극단 주연 남역으로, 다카라즈카 가극단 졸업생이다. 본명은 토야 키미(遠矢キミ)이다. 가고시마현 출신이다.

예명은 오구라 백인일수의 제 26번 : 후지와라노 타다히라의
小倉山 峰の紅葉葉 心有らば 今一度の 行幸待たなむ오구라산 봉우리의 단풍잎 마음이 있다면 또 한번의 행차를 기다리리
에서 명명 되었다.

## 약력
- 1913년 7월, 다카라즈카 창가대 (같은 해 12월, 다카라즈카 소녀 가극 양성회로 개칭. 현 다카라즈카 음악학교)에 12살의 나이로 입대. 다카라즈카 가극단 1기생. 동기로는 타카미네 타에코, 쿠모이 나미코, 초대 와카나 키미코 등이 있음
- 1919년 8월 31일, 다카라즈카 소녀 가극단을 18살의 나이로 퇴단.

## 재단 시절 주요 무대
- 『ドンブラコ』『浮れ達磨』 (1914년 4월 1일 - 5월 30일、다카라즈카 극장 (파라다이스극장))
- 『音樂カフエー』 (1914년 10월 1일 - 11월 30일、다카라즈카 극장 (파라다이스극장))
- 『雛祭』 (1915년 3월 21일 - 5월 23일、다카라즈카 극장 (파라다이스극장))
- 『櫻大名』 (1916년 3월 19일 - 5월 21일、다카라즈카 극장 (파라다이스극장))
- 『ヴエニスの夕』『夕陽ケ丘』 (1916년 7월 29일 - 8월 31일、다카라즈카 극장 (파라다이스극장))
- 『ダマスクスの三人娘』 (1916년 10월 20일 - 11월 30일、다카라즈카 극장 (파라다이스극장))
- 『笑の國』 (1917년 1월 1일 - 1월 10일、다카라즈카 극장 (파라다이스극장))
- 『爲朝』 (1917년 3월 20일 - 5월 20일、다카라즈카 극장 (파라다이스극장))
- 『ゴザムの市民』 (1917년 10월 20일 - 11월 30일、다카라즈카 극장 (파라다이스극장))
- 『一寸法師』『神樂狐』 (1918년 3월 20일 - 5월 20일、다카라즈카 극장 (파라다이스극장))
- 『七夕踊』『クレオパトラ』 (1918년 7월 20일 - 8월 31일、다카라즈카 극장 (파라다이스극장))
- 『馬の王様』『靑葉の笛』『鼎法師』 (1918년 10월 20일 - 11월 30일、다카라즈카 극장 (파라다이스극장))
- 『花咲爺』『鞍馬天狗』『啞女房』 (1919년 1월 1일 - 1월 20일、다카라즈카 극장 (파라다이스극장))
- 『家庭敎師』『桶の中の哲學者』『文殊と獅子』 (1919년 3월 20일 - 5월 20일、다카라즈카 극장 (공회당극장))
- 『蟹滿寺緣起』『世界漫遊』『風流延年舞』 (1919년 7월 20일 - 8월 31일、다카라즈카 극장 (공회당극장))